# Carl Julius Dohmgoergen
Carl Julius Hubert Dohmgoergen (* 8. September 1895 in Köln-Deutz; † 15. April 1945 in Halle (Saale)) war ein deutscher Volkswirtschaftlicher Syndikus und Kaufmann sowie nationalsozialistischer Funktionär.

## Leben und Wirken
Nach dem Besuch der Volksschule und des Gymnasiums in Köln studierte Dohmgoergen Rechtswissenschaft und Nationalökonomie an der Universität Halle-Wittenberg. 1928 wurde er Geschäftsführer der Barmer Ersatzkasse in Halle. Zum 1. Oktober 1930 trat er der NSDAP bei (Mitgliedsnummer 337.758) und wurde im Januar 1933 Kreisleiter der NSDAP in Halle-Stadt. Im Juli 1933 wurde er Direktor der Stadtwerke Halle A.-G. Ferner wurde er Vorstand der Mitteldeutschen Hafen AG. 1939 wurde er vom Leiter der Reichswirtschaftskammer in deren Hauptausschuss für Berufsausbildung und Leistungsertüchtigung berufen.
Ab 1926 war er mit der Geschäftsteilhaberin Anna Gertrud (geborene Weber) verheiratet.
Unmittelbar vor dem Einmarsch der Amerikaner in Halle nahm er sich in der Moritzburg das Leben.